# Gray Frederickson

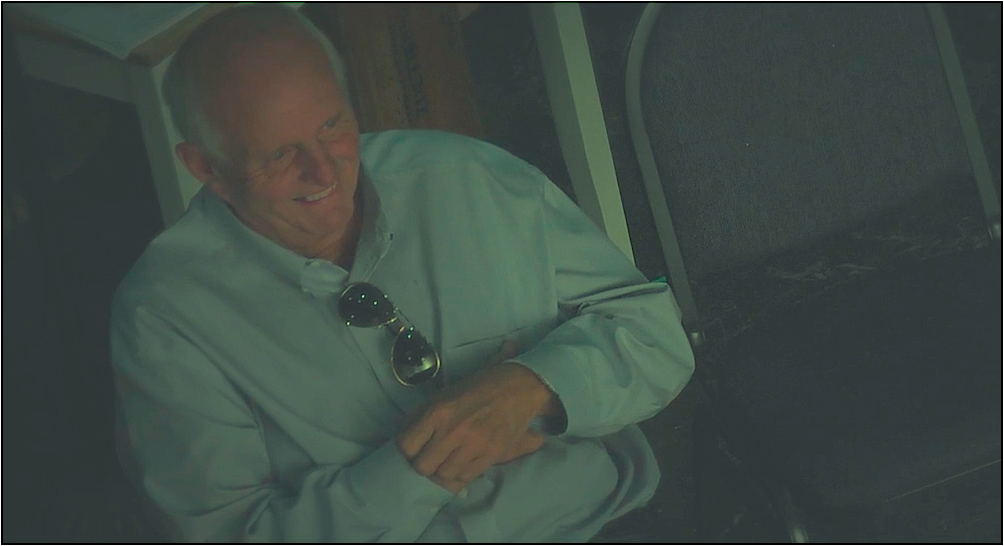
Gray Frederickson

Gray Frederickson (* 31. Juli 1937 in Oklahoma City, Oklahoma; † 20. November 2022) war ein US-amerikanischer Filmproduzent.

## Leben
Frederickson studierte in den späten 1950er Jahren und frühen 1960er Jahren an der University of Oklahoma sowie der Universität Lausanne. Er lebte schließlich in Rom und fungierte als production manager bei mehreren Filmen wie Zwei glorreiche Halunken und Candy. Am Ende des Jahrzehnts ließ er sich in Hollywood nieder.
Frederickson war ab den frühen 1970er Jahren als Produzent im Filmgeschäft aktiv. Beginnend mit Der Pate aus dem Jahr 1972 arbeitete er bei mehreren Filmprojekten mit Francis Ford Coppola zusammen, bei denen er meist als Co-Produzent in Erscheinung trat.
Für die gemeinsame Produktion von Der Pate – Teil II wurden Frederick, Coppola und Fred Roos 1975 mit dem Oscar in der Kategorie Bester Film ausgezeichnet. 1980 folgte eine Oscar-Nominierung für Apocalypse Now in der gleichen Kategorie.
In den 2000er Jahren war er als Chef der Graymark Productions Inc tätig. Außerdem war er seit dem Jahr 2000 am Oklahoma City Community College tätig, wo er ein Filmprogramm mitentwickelte.
Frederickson war verheiratet und Vater zweier Kinder.

## Filmografie (Auswahl)
- 1972: Der Pate (The Godfather)
- 1974: Der Pate – Teil II (The Godfather Part II)
- 1979: Apocalypse Now
- 1982: Einer mit Herz (One from the Heart)
- 1983: Die Outsider (The Outsiders)
- 1990: Der Pate III (The Godfather Part III)
- 2000: Südlich des Himmels – Westlich der Hölle (South of Heaven, West of Hell)
- 2006: Kontrolle – Die neue Form des Tötens (Surveillance)